# Il mostro di Firenze (miniserie televisiva)
Il mostro di Firenze è una miniserie televisiva di sei puntate trasmessa da Fox Crime dal 12 novembre al 10 dicembre 2009; la miniserie inoltre è stata replicata anche su Canale 5 (2010), Iris (2011) e Rete 4 (2012 e 2013).
La fiction è stata diretta da Antonello Grimaldi che oltre alla regia, interpreta il ruolo del criminologo Francesco Bruno.
La canzone che apre ogni episodio è Gioco di bimba del gruppo rock progressivo italiano Le Orme, riarrangiata da Massimiliano Annibaldi e interpretata da Graziano Galatone.

## La serie
La miniserie narra degli otto duplici omicidi commessi dal 1968 al 1985, nelle campagne fiorentine, in cui vennero massacrate giovani coppie che si appartavano nelle loro auto in cerca di intimità. Si dà risalto particolare alla battaglia personale di Renzo Rontini, padre di Pia uccisa insieme al fidanzato Claudio Stefanacci a Vicchio, nel Mugello (29 luglio 1984), nel cercare il colpevole della morte della figlia. Per le vicende si è preso spunto dai materiali d'archivio delle indagini svolte nel corso degli anni dai vari inquirenti e forze dell'ordine che si sono alternati nella vicenda, cercando di mantenersi fedeli alla realtà dei fatti accertati. L'arduo compito di interpretare i compagni di merende è spettato a Massimo Sarchielli nel ruolo di Pietro Pacciani, Francesco Burroni nel ruolo di Mario Vanni e Massimo Bianchi in quello di Giancarlo Lotti. Ha un piccolo ruolo anche Daria Nicolodi, che interpreta la sensitiva che "aiuta" Renzo Rontini dopo l'omicidio della figlia.

## Trama

### Episodio 1
6 giugno 1981: Scandicci, due giovani, Giovanni Foggi e Carmela De Nuccio, vengono uccisi barbaramente mentre sono appartati nella loro automobile in un boschetto. Vengono prima uccisi a colpi di pistola, poi accoltellati e alla ragazza viene asportato il pube con un coltello. Le indagini sono coordinate dal procuratore capo Piero Luigi Vigna che le affida alla giovane procuratrice Silvia Della Monica, supportata dall'ispettore di polizia Rinaldi. Il medico legale sostiene che i due sono stati uccisi prima con l'arma da fuoco (vengono trovati 5 bossoli cal. 22 modello Winchester serie H) e che successivamente la ragazza sia stata trascinata fuori dalla vettura e qui menomata nelle parti intime. Il medico fa notare che nonostante la ferocia del duplice omicidio l'asportazione del pube sia stata quasi perfetta, da una mano esperta di chirurgia. La scena cambia totalmente e ci porta in quel di Vicchio, piccolo paesino fiorentino, dove vivono i Rontini: Renzo che lavora spesso a Livorno come meccanico nei cantieri navali, sua moglie Winnie, danese, e la figlia adolescente Pia con il fidanzato Claudio. Viene mostrato l'aspetto allegro e gioviale della famiglia, con le preoccupazioni di Renzo per la figlia che sta crescendo e sta cominciando ad avere una vita amorosa, e l'allegria di Pia che comincia a fare i progetti per il futuro non appena terminata la scuola. Intanto l'episodio dell'omicidio di Scandicci non passa inosservato e comincia a fare da sfondo alla vita della famiglia.
Si ritorna alle indagini. Silvia Della Monica si mette subito al lavoro e comincia a cercare nell'archivio se ci sono stati nel passato omicidi simili a quello di Scandicci. La ricerca ha i suoi frutti perché viene trovato un duplice omicidio avvenuto il 14 settembre 1974 a Borgo San Lorenzo, in cui le vittime sono state uccise con 9 colpi di pistola (con proiettili cal.22 modello Winchester serie H) nella loro automobile. Infine, con quasi un centinaio di coltellate l'assassino ha infierito sul corpo della donna nella zona del pube, dentro al quale venne ritrovato un piccolo tralcio di vite. Intanto giunge in procura una segnalazione: il cliente di un bar sostiene di aver visto la notte dell'omicidio in zona Scandicci un certo Vincenzo Spalletti, noto guardone, che viene fermato ed interrogato. Spalletti però non parla, dice di non sapere nulla, Silvia Della Monica capisce che se non è lui il colpevole di certo nasconde qualcosa e lo arresta per reticenza. Passano i mesi e il 23 ottobre 1981 a Calenzano vengono uccisi altri due giovani: Stefano Baldi, di 26 anni e di Susanna Cambi di 24, accanto alla loro automobile, anche a lei viene asportato il pube. La segnalazione alla procura fiorentina arriva però solo dopo alcuni giorni perché Calenzano è sotto la giurisdizione di Prato e la procura pratese non collega subito gli omicidi di Calenzano e Scandicci.
Sul luogo del delitto vengono ritrovati un'impronta di scarpa numero 44 e sette bossoli cal.22 modello Winchester serie H, le vittime sono state raggiunte da cinque colpi e alla ragazza vengono inferte anche quattro coltellate oltre alla menomazione pubica. Il medico legale fa notare a Silvia Della Monica che, a differenza della De Nuccio, l'asportazione del pube della Cambi è stata fatta in maniera frettolosa ed approssimativa, e di certo non dalla stessa mano. Silvia Della Monica comincia ad ipotizzare che il mostro abbia un complice. Viene interrogata un'amica della Cambi, la quale non sa nulla che possa essere di aiuto se non che Susanna le aveva parlato di un medico di Perugia ma non saprebbe dire se si tratti di un amico, un conoscente, o altro, di certo non un amante. Intanto la polizia comincia ad affiggere e a distribuire nei paesi che circondano Firenze dei volantini di ammonimento per i giovani che incutono paura. "Occhio al Mostro" è il titolo che campeggia assieme al disegno di un occhio minaccioso. È l'invito che viene dato ai ragazzi perché stiano attenti e non si appartino in luoghi bui e non frequentati. Renzo, come ogni padre, è molto preoccupato. Intanto Pia va alcuni giorni in campeggio con la parrocchia. Alla procura vengono ascoltati due ragazzi che la notte dell'omicidio si trovano fermi sulla strada per Calenzano ed affermano di aver visto passare a tutta velocità una Fiat 126 Bianca. I due ragazzi non possono che offrire un identikit parziale della parte superiore del volto del guidatore.
Nel frattempo l'ipotesi di Silvia Della Monica in merito ad una coppia di assassini viene scartata dal capo procuratore Vigna, e Spalletti, dopo il secondo omicidio, viene scarcerato. 19 giugno 1982. Pia e Claudio escono nel pomeriggio a fare un giro. Nonostante le raccomandazioni dei genitori vanno ad appartarsi con l'automobile in un boschetto fuori Vicchio. Dovrebbero far ritorno per le 18:00 ma il tempo passa e quando sono le 19:00 cercano di tornare indietro ma l'autovettura di Claudio non parte.
Baccaiano, frazione di Montespertoli. La stessa notte, due giovani appartati in una macchina vengono assaliti, uccisi nella loro automobile, a colpi di arma da fuoco: sono Paolo Mainardi e Antonella Migliorini. Paolo viene ritrovato ancora vivo e portato d'urgenza in ospedale mentre per Antonella non c'è nulla da fare. La pistola che spara è sempre la stessa, i proiettili sono cal.22 modello Winchester serie H, ma alla ragazza non è stato asportato il pube, né viene inferto alcun accanimento sui due giovani con armi bianche, presumendo che l'assassino non ne abbia avuto il tempo. È sempre il mostro di Firenze. Ci sono due testimoni che affermano di aver visto nella zona una Fiat 126 bianca seguita da una Fiat 128 Coupé rossa. Ormai è tardi e Pia e Claudio sono intrappolati, lontani dal paese per muoversi a piedi e dubbiosi dal chiedere aiuto (per via della situazione in cui si trovano). Un'automobile si avvicina da dietro e si ferma, i due si spaventano, l'automobile riparte e dopo poco fa marcia indietro e torna a fermarsi a poche decine di metri da loro, Pia strilla e Claudio è altrettanto impaurito. Poi una figura scende dall'auto dietro di loro...

### Episodio 2
Una voce famigliare rassicura Pia: è Renzo che è venuto a cercarli. I due ragazzi tornano a casa, Pia è ancora scossa per l'accaduto ma la madre la rincuora. Intanto, all'ospedale dove è stato ricoverato Paolo Mainardi, Silvia Della Monica chiede alla sorella del ragazzo il permesso di pubblicare sui giornali la falsa notizia che Paolo avrebbe riconosciuto l'assassino per far uscire il mostro allo scoperto. La famiglia acconsente e la notizia viene diffusa. Paolo però non si è mai risvegliato e dopo poche ore dal suo ricovero muore. Non passa molto tempo che in ospedale giunge una telefonata sospetta: un uomo che si spaccia per un funzionario della procura e chiede al medico il nome fatto dal ragazzo. Il medico prende tempo e fa chiamare Silvia Della Monica, ma dall'altra parte riattaccano.
La procuratrice va su tutte le furie quando scopre che dopo aver diffuso la falsa notizia, nessuno aveva ancora messo i telefoni dell'ospedale sotto controllo, perché così si sono bruciati la possibilità di risalire all'assassino. Nel suo ufficio della procura Silvia Della Monica incontra il maresciallo Fiori che le racconta di un duplice omicidio avvenuto il 21 agosto 1968 e che potrebbe avere delle attinenze con quello del Mostro. Si tratta della storia di un bambino che nel cuore della notte bussa alla porta di un casolare: è in pigiama, solo e piagnucola, è giunto lì sulle spalle di un uomo e dice che la sua mamma è stata uccisa. Il bambino è Natalino Mele e la madre si chiama Barbara Locci (detta l'Ape Regina per la sua rinomata promiscuità), lei ed il suo amante, un certo Antonio Lo Bianco, sono stati uccisi a colpi di arma da fuoco mentre stavano avendo un rapporto sessuale appartati nella loro autovettura, con Natalino che dormiva sui sedili posteriori. I colpi di pistola sono stati otto ed i proiettili sono sempre cal.22 modello Winchester serie H. Reo confesso del delitto è Stefano Mele, marito della Locci e padre di Natalino, già in carcere da anni. Il movente sarebbe stata l'infedeltà della moglie. L'arma del delitto non è mai stata ritrovata e con ogni probabilità è la stessa usata negli omicidi di Scandicci, Borgo San Lorenzo e Baccaiano.
Per dirigere le indagini viene incaricato il Giudice Istruttore Mario Rotella che fin dall'inizio sembra operare per conto proprio, senza la necessità dell'aiuto di Silvia Della Monica. Per prima cosa Rotella interroga, a distanza di quindici anni, Natalino che viene portato in procura dai due zii Giovanni Mele e Piero Mucciarini, adirati per questa nuova convocazione a distanza di tanti anni dal caso. Natalino dice a Rotella di ricordare molto poco, che si svegliò nei sedili posteriori della macchina dopo l'omicidio e che Lo Bianco, morente, gli disse:"Ci hanno ammazzati". Rotella ipotizza quindi che l'assassino non era solo. A Baccaiano intanto viene ritrovata una Renault 4 Rossa di proprietà di Francesco Vinci, amante della Locci e amico di Mele. Si apre così la cosiddetta "pista sarda". Rotella interroga Mele che riconfessa il delitto maturato per la frustrazione dovuta alla continua infedeltà della moglie, e su pressione confessa che Vinci è stato suo complice e che la pistola l'avesse tenuta lui. Vinci, interrogato in procura da Rotella, nega ogni cosa e viene arrestato. Rotella è convinto che sia lui l'assassino ma la pistola non viene ritrovata. A Vicchio continua la quotidianità della famiglia Rontini, con Pia che confessa il suo desiderio di fare la cuoca mentre il padre vorrebbe che si iscrivesse all'università.
Giogoli, frazione di Scandicci, 9 settembre 1983. Due amici tedeschi, Uwe Rush e Friedrich Meyer, sono in un furgoncino distesi mezzi nudi a parlottare quando d'improvviso vengono freddati da dei colpi di arma da fuoco che infrangono i vetri e li ammazzano. L'omicidio viene attribuito subito al Mostro: i proiettili e la pistola sono sempre gli stessi, solo che l'assassino ha compiuto forse un errore, scambiando i due per una coppia, mentre erano entrambi uomini. Iniziano i primi dissapori e differenze di veduta tra Vigna e Rotella: il primo è convinto che si tratti del Mostro tratto in inganno dai capelli lunghi di uno dei due giovani, mentre il secondo sostiene che l'omicidio sia stato architettato per distogliere i sospetti da Vinci (ancora in carcere) che verrebbe così scarcerato. Pia parla con la madre perché vorrebbe partecipare ad un corso di cucina che si terrà in Danimarca della durata di un mese e mezzo.
Rotella prosegue con la pista sarda e convoca Piero Mucciarini (zio di Natalino Mele) per interrogarlo, dopo aver trovato nel rapporto del 1968 che Natalino aveva dapprima incolpato proprio lo zio dell'omicidio della madre per poi ritrattare. Lo zio sostiene di avere un alibi per quella notte visto che lavorava in un forno ma il suo titolare dichiarò che la notte dell'omicidio Mucciarini non era presente al lavoro. Giovanni Mele fa visita al fratello Stefano (in carcere per l'omicidio della moglie), i due parlano in sardo e prima di lasciarsi Giovanni consegna un biglietto al fratello. Stefano va in cella e dopo aver letto il biglietto chiama la guardia perché desidera parlare subito con Rotella. La confessione sembra inculcata, perché Mele ritratta le accuse a Vinci ed al cognato, sostenendo di essere solo lui l'ideatore ed il colpevole dell'omicidio. Una guardia carceraria ha però notato il biglietto passato da Giovanni a Stefano Mele, così viene perquisita la cella e trovato. Si tratta di una minaccia di morte per Natalino se Stefano non si accusa di essere l'unico colpevole.
Il tempo passa, Pia va in Danimarca per il corso e fa ritorno dopo più di un mese e mezzo. Renzo e Winnie vanno a prenderla alla stazione mentre Claudio non c'è. Rotella è deciso ad andare in fondo all'omicidio della Locci e richiama Natalino Mele. Alla fine il ragazzo racconta che dopo essersi destato, aveva visto lo zio Giovanni con la pistola in pugno e lo zio Piero tirarlo fuori dall'auto e prenderlo sulle spalle, mentre suo padre stava in disparte in lacrime. Il giudice ormai non ha più dubbi e fa arrestare gli zii di Natalino, convoca una conferenza stampa per illustrare il delitto Locci/Lo Bianco ad opera del fratello e del cognato di Stefano Mele, troppo vigliacco ed impotente per reagire alla vita promiscua della moglie. Rotella non si ferma qui ma sostiene che tempo dopo i due sardi desiderano riprovare il piacere di uccidere e così iniziano ad ammazzare altre giovani coppie con la stessa pistola. Francesco Vinci viene scarcerato ma la pistola ancora non si trova.
Pia ha trovato un lavoro come barista, Claudio la va a prendere tutte le sere quando esce. Un giorno Pia gli confessa che un uomo anziano l'aveva importunata quel pomeriggio ma lei lo aveva subito rimesso in riga. Ormai sono tutti convinti che il Mostro sia dietro le sbarre. Renzo parte per Livorno, la sera Winnie suggerisce a Pia di andare a fare un giro con Claudio dopo la giornata di lavoro, la figlia così si prepara e raggiunge il suo ragazzo col quale si apparta in un boschetto fuori paese. Winnie si sveglia dopo che si era assopita davanti alla tv, è tardi e Pia non è ancora tornata. Si sente con la madre di Claudio, le due sono molto preoccupate e si danno appuntamento nella piazza del paese. Intanto Winnie chiama la polizia ma gli agenti le rispondono che prima di una denuncia di scomparsa deve passare un certo numero di ore. In piazza si ritrovano le due madri, con loro ci sono anche gli amici dei figli ed alcuni loro genitori, nessuno sa dove siano i due ragazzi, la paura comincia a farsi palpabile, incominciano così le ricerche dentro e fuori paese. Si arriva così al momento più drammatico della serie. Mauro Poggiali, il proprietario del bar, anche lui alla ricerca dei ragazzi con la sua automobile, riconosce poco distante dalla strada fuori Vicchio, in località La Boschetta, l'automobile di Claudio. Immediatamente la raggiunge e qui fa la drammatica scoperta trovando il ragazzo ucciso a colpi di pistola nell'automobile e la povera Pia distesa sull'erba, nuda, con il pube ed il seno sinistro completamente asportati. L'uomo piange e si dispera e poi corre a chiamare la polizia.
Sono ormai le cinque di mattina, Winnie non ce la fa più e telefona a Livorno a Renzo, gli racconta che Pia e Claudio non sono ancora tornati e che li stanno cercando dappertutto, e proprio mentre sono al telefono arriva la polizia a darle la tragica notizia: Pia è morta. La donna scoppia a piangere mentre Renzo, dall'altro capo della cornetta, sente tutto e piange anche lui, affranto.

### Episodio 3
Renzo, sconvolto, si dirige velocemente sul luogo dove è avvenuto il massacro di Pia e Claudio e in lacrime non riesce a sopportare il fatto di aver perso la sua unica figlia. Intanto, le forze dell'ordine, si organizzano e costituiscono la S.A.M. (Squadra Anti Mostro, formata dai migliori poliziotti e carabinieri) con a capo il commissario Ruggero Perugini che si avvale della collaborazione dell'FBI, la quale si occuperà esclusivamente di catturare al più presto gli esecutori nonché gli eventuali mandanti dei delitti. Dopo il funerale, Renzo non riuscendo a rassegnarsi al fatto che i ragazzi siano morti senza giustizia, inizia anche lui a organizzarsi affinché i delitti del mostro non vengano dimenticati dall'opinione pubblica; quindi come prima fase, pianta sul terreno dove è avvenuto l'assassinio, due croci con impressi i nomi di Pia e Claudio. Nelle fasi successive, Renzo tenta di coinvolgere alcuni familiari delle vittime in una possibile associazione a favore del loro ricordo, ma senza risultati; inoltre prova il consulto di una medium che si rivela inutile.
Scopeti, frazione di San Casciano in Val di Pesa, 8 settembre 1985. Vengono uccisi due campeggiatori francesi, Jean-Michel Kraveichvili e Nadine Mauriot, accanto alla loro autovettura. Secondo quando viene rappresentato, si vede sbucare dall'oscurità la mano dell'assassino (o di uno degli assassini) che impugna un grosso coltello dirigersi in silenzio verso la tenda; e in un sol colpo trancia di netto la stoffa, pratica un taglio, e da lì sbuca la mano armata di una pistola che spara alcuni colpi che uccidono mortalmente la donna, colpendola al collo e al seno. Il ragazzo viene raggiunto anche lui dai proiettili esplosi nella tenda (perlopiù alla schiena), dopodiché riesce a fuggire non essendo colpito mortalmente; però inciampa e cade barcollante verso una rietranza a pochi metri. Nonostante la scena si dissolva in quel punto, in seguito viene ritrovato finito mortalmente a coltellate in quella posizione; alla donna vengono praticate alcune mutilazioni e asportazioni come nei precedenti delitti. Dopo il ritrovamento dei corpi dei due giovani da parte di Luca Cantucci, i procuratori Silvia Della Monica, Pier Luigi Vigna e Paolo Canessa ricevono (ognuno di loro) una lettera anonima; quelle di Vigna e Canessa vengono consegnate a mano e contengono due proiettili con una frase scritta a macchina da scrivere su un foglio, mentre quella spedita a Silvia Della Monica è differente per alcuni motivi: viene imbucata a San Piero a Sieve (che dista circa 40 chilometri dal luogo dell'ultimo assassinio), il nome e l'indirizzo sono composti da lettere di giornale ritagliate, ed infine il contenuto della busta è un lembo della pelle del seno (asportato) di Nadine Mauriot, l'ultima vittima.
Il commissario Perugini decide di fare appello alla coscienza del mostro rilasciando in televisione una dichiarazione in risposta alle lettere di sfida arrivate in procura; tutto ciò sperando che il responsabile si costituisca. In seguito all'ultimo duplice delitto, una donna fa visita a Renzo dicendogli che suo marito, Francesco Calamandrei è il mostro di Firenze; la donna spiega a Renzo di essere sicura di questa affermazione perché (secondo quanto avrebbe potuto vedere) il marito sarebbe in possesso di alcuni lembi di pelle umana e in più, sempre secondo quanto raccontato, la notte dell'ultimo assassinio, Calamandrei sarebbe rincasato a notte inoltrata, sconvolto, ferito alle braccia e non avrebbe giustificazioni per spiegare questi fatti insoliti. Renzo, al contrario dei conoscenti della donna, crede nelle sue parole e va a denunciare il fatto alla presenza del commissario Perugini e del procuratore Canessa; su suggerimento di questa segnalazione, Perugini si reca a San Casciano in Val di Pesa (dove risiede Calamandrei), e gli perquisisce la casa e la farmacia, senza però trovare nulla.
Successivamente, il commissario Perugini suggerisce a Renzo di diffidare di chiunque voglia aiutarlo, perché spesso si tratta solo di mitomani. Francesco Calamandrei dopo aver subito la perquisizione, sapendo che la responsabile dell'accaduto è la moglie va a trovare Renzo fino a casa; seppur con tensione e con toni leggermente alterati, Calamandrei spiega a Renzo che la donna è la sua ex moglie e inoltre, quel che è peggio, soffre di una malattia mentale e quindi non è attendibile sulla realtà di ciò che avrebbe "presumibilmente" visto. Intanto le indagini del commissario proseguono e casualmente chiede chiarimenti a un suo collaboratore circa la morte "sospetta" del dottor Francesco Narducci, un medico e professore universitario di Perugia scomparso il 9 ottobre 1985 e ripescato cadavere nel Lago Trasimeno il 13 ottobre successivo. Poiché Narducci scomparve un mese dopo l'ultimo delitto commesso dal mostro di Firenze, questa notizia fece vociferare anche in Toscana la possibilità che ci fosse un collegamento tra lui e i delitti. Il collaboratore di Perugini però non sa chi si sia occupato del suo caso perché nello stesso momento, si presenta sotto i loro occhi un possibile indiziato (segnalato attraverso una lettera anonima); l'uomo in questione è Pietro Pacciani, un anziano agricoltore che vive a Mercatale in Val di Pesa e che ha dei precedenti penali. Pur non avendo tutte le caratteristiche del mostro, Pacciani finisce per divenire il principale sospettato principalmente perché possiede una Fiat 126 bianca come quella vista sfrecciare via dai luoghi dei delitti e poi perché una parte del suo viso somiglia all'identikit disegnato da due ragazzi che lo videro di sfuggita, alla guida dell'autovettura sospettata correre in senso opposto al luogo del delitto del 19 giugno del 1982, proprio quello nel quale l'assassino non ebbe il tempo di accanirsi sulle vittime.

### Episodio 4
Il 17 gennaio 1993 Pietro Pacciani viene arrestato dal commissario Perugini con l'accusa di essere il mostro di Firenze; Renzo nel frattempo, lavora nella sua officina e assume Massimo, un giovane aiutante. Winnie che ha seguito l'avvenimento dal televisore, dà la notizia anche a suo marito e successivamente; si rivolgono all'avvocato Patrizio Pellegrini per costituirsi parte civile nel processo contro Pacciani. Il 19 aprile del 1994, inizia il procedimento contro Pacciani, Canessa chiede al commissario Perugini di descrivere e spiegare tutti i motivi che hanno portato all'arresto dell'anziano contadino. Il commissario accusa Pacciani di essere un uomo violento e un pericoloso pervertito che ha anche abusato sessualmente delle sue due figlie; Canessa ribadisce però che queste atrocità, per quanto efferate possano essere contro la sua famiglia, non costituiscono il fatto che Pacciani sia un assassino. Il commissario Perugini rivela che l'anziano agricoltore ha già ucciso un rivale in amore nel 1951, sorprendendolo in un rapporto sessuale con la sua fidanzata dell'epoca; secondo la ricostruzione, Pacciani lo accoltellò e dopo l'omicidio costrinse la ragazza ad avere un rapporto sessuale con lui accanto al corpo martoriato del giovane rivale.
Pietro Fioravanti, l'avvocato difensore di Pacciani, riesce ad ottenere la possibilità che il suo cliente racconti dal suo punto di vista, l'omicidio del 1951. Pietro Pacciani inizia a difendersi dicendo che l'uomo lo afferrò per il collo e per reazione istintiva, avrebbe estratto da una tasca un coltello da lavoro e lo usò contro il rivale per legittima difesa; inoltre precisa che fu la sua fidanzata a essere consenziente al rapporto sessuale con lui, tutto questo, contrariamente a quanto scritto sul verbale redatto all'epoca. Probabilmente per distogliere l'attenzione da questa incongruenza, Pacciani si rivolge al pretore e afferma di aver sbagliato e già scontato anni di carcere per quell'omicidio e sottolinea fermamente di non aver commesso gli assassini, finora attribuiti all'ignoto mostro di Firenze. Canessa a questo punto, fa intervenire una delle figlie del contadino, Rosanna; la ragazza assumendo un atteggiamento timoroso, risponde alle domande che gli pone il pubblico ministero sulle questioni relative agli abusi da parte del padre, sia su di lei che su sua sorella, affermando che è la verità. Dopo le affermazioni della figlia Rosanna, Pacciani e Fioravanti rimangono in silenzio; anche nella successiva testimonianza del signor Gianelli, un ragazzo che nel 1984 (forse prima dell'omicidio del 29 luglio) una sera lo riconobbe (senza certezza), armato di una pistola che era puntata verso di lui e la sua fidanzata, attraverso il parabrezza della sua autovettura. Gianelli terrorizzato e in preda alla paura, avviò l'automobile e travolse di fianco l'uomo, procurandogli, probabilmente delle ferite. Il giorno dopo il fatto, Gianelli ammise di essersi recato a Mercatale in Val di Pesa per effettuare delle constatazioni; il ragazzo vide Pacciani davanti all'entrata di un bar e aveva una delle due braccia fasciate, anche Pacciani lo guardò come se lo avesse riconosciuto, il tutto mentre Gianelli effettuava con la sua autovettura la manovra per rimettersi sulla corsia della strada in uscita dal parcheggio.
A questo punto, Canessa chiede a Gianelli perché non dennunciò Pacciani, il ragazzo (probabilmente perché impaurito dalla presenza dell'anziano agricoltore) non riesce a dare una motivazione; Canessa decide di congedare Gianelli dal processo, però viene seguito da Renzo Rontini che è furibondo. Renzo in collera con Gianelli, rimprovera il ragazzo in maniera minacciosa; dopo pochi secondi però viene trattenuto da Pellegrini che consiglia a Rontini di non presenziare più alle udienze, data la sua incapacità nell'astenersi dal farsi prendere dall'emotività. Il commissario Perugini parla di aver rinvenuto nell'abitazione di Pacciani e nella cella del carcere (quando nel 1987 era in detenzione per i reati contestatigli contro la sua famiglia) alcuni oggetti che appartengono alle vittime del mostro e altri che ne avrebbero attinenza dal punto di vista "esoterico": gli oggetti sono alcuni disegni e giornaletti di natura pornografica, dei libri sulla magia nera, l'album da disegno appartenuto a uno dei ragazzi tedeschi uccisi nel delitto del 9 settembre del 1983 ed infine durante una perlustrazione effettuata nell'orto di Pacciani, viene trovato sotto un paletto per reggere le piante di vite, un proiettile compatibile con tutti gli altri usati nella pistola in possesso del mostro di Firenze. Il processo prosegue e viene ascoltato un conoscente di Pacciani, Lorenzo Nesi; Nesi afferma, per quanto riguarda la perquisizione effettuata in carcere che Pacciani scrisse una lettera alla moglie, ma che però l'affidò nelle mani di un'altra persona; Mario Vanni, un amico dell'agricoltore, che era spaventato quando lesse per primo la missiva. Vanni viene chiamato al processo e burlandosi di Canessa, risponde di aver strappato e buttato via la lettera e di non ricordare cosa ci fosse scritto. Renzo dopo aver visto Mario Vanni, ha la sensazione di averlo già visto e per tale motivo (al di fuori delle udienze) si reca a San Casciano in Val di Pesa probabilmente per incontrarlo; quando giunge in paese, la gente lo accoglie come se nel centro abitato si fosse introdotto un intruso. Renzo prima si ferma davanti alla farmacia di Francesco Calamandrei (che lo nota a sua volta dall'interno, infatti i due si guardano rispettivamente per pochi secondi), poi entra in un bar e chiede di Mario Vanni.
Vanni, che nel frattempo era seduto all'esterno del bar, nota Rontini e per non farsi vedere da lui, prima si copre il volto con il giornale che stava leggendo e poi senza farsi notare, si dilegua. Renzo, uscito dal bar e non trovando più Vanni, si dirige nuovamente nella farmacia di Calamandrei e questa volta vi entra, chiedendo appunto di parlare col farmacista; una donna che è ora al suo posto, risponde che Calamandrei è uscito pochi minuti prima. Renzo spazientito, decide di andarsene; sullo sfondo di poche persone presenti nella piazza che lo guardano con sospetto. Quello stesso pomeriggio, Renzo e Massimo stanno lavorando all'officina quando arriva la fidanzata del ragazzo che gli consiglia di firmare alcune pratiche che deve portare al loro avvocato; nel frattempo il processo prosegue intensamente. Durante un confronto, Fioravanti accusa Canessa di mostrare indizi che indichino Pacciani solo come colpevole, infatti anche lo stesso Pacciani, intervenendo accusa degli ignoti (in maniera un po' sboccata) di volerlo invischiare nei delitti. Fioravanti in risposta alle accuse mosse da Canessa e dal commissario Perugini, fa testimoniare il signor Bardazzi, il titolare di un bar dove Pia Rontini e Claudio Stefanacci si sarebbero fermati per una consumazione il pomeriggio del giorno del loro assassinio, il 29 luglio 1984. Fioravanti vuol convincere attraverso questa testimonianza che l'assassino è giovane, atletico e alto almeno 1,80 cm. per il semplice fatto che Bardazzi vide seguire i ragazzi da un tizio che era intento a spiarne le mosse (che in effetti di spalle, poteva avere le caratteristiche del dottor Francesco Narducci, anziché quelle di Pacciani); Fioravanti fa inoltre notare che tali incogruenze si riferiscono anche ai delitti del 9 settembre 1983 e dell'8 settembre 1985.
Renzo, nonostante tenti malamente di correggere ed evitare l'assoluzione di Pacciani, finisce irrediabilmente per sbagliarsi. Il 1º novembre del 1994, il processo giunge al termine e si conclude con l'ergastolo per Pietro Pacciani, come responsabile di essere l'assassino di tutti i delitti da quello del 14 settembre 1974 a quello dell'8 settembre 1985, eccezione per quello del 21 agosto 1968 per il quale fu ritenuto colpevole Stefano Mele. Renzo e Winnie felici per il verdetto, tornano a casa, anche se la loro gioia dura poco: Renzo è stato dennunciato da Massimo attraverso il tribunale del lavoro perché non gli ha versato i contributi previdenziali. Renzo, furioso, va a casa di Massimo chiedendogli la ragione di quell'atto di vigliaccheria nei suoi confronti; prima che Massimo apra bocca, la sua fidanzata interviene ribadendogli che questi sono i suoi diritti e terminata la frase gli sbatte l'anta del portone in viso. La scena finale si dissolve mentre Renzo si accascia dolorante, davanti all'uscio della casa di Massimo.

### Episodio 5
Il 15 ottobre 1995 il commissario Michele Giuttari prende il posto del commissario Perugini alla guida delle indagini sul mostro di Firenze, e presenta ai procuratori Vigna e Canessa il percorso da seguire per affrontare il processo d'appello contro Pietro Pacciani. Il commissario Giuttari, che si è documentato su tutta la vicenda, ipotizza che Pacciani è colpevole degli assassini per cui è stato condannato e che inoltre ha avuto dei complici che spiegano tutte le incongruenze evidenziate dall'avvocato Fioravanti. Continuando, il commissario Giuttari rammenta che dopo il delitto del 19 giugno 1982 due testimoni videro due automobili che procedevano a forte andatura, la già citata Fiat 128 Coupé rossa che seguiva a forte andatura la Fiat 126, guidata senza dubbio da Pietro Pacciani; anche altri due testimoni, quella sera stessa, videro la medesima Fiat 126 bianca allontanarsi velocemente in senso opposto al luogo del delitto e disegnarono il profilo del viso del conducente, che corrispondeva al viso di Pacciani; di conseguenza, chi era alla guida della Fiat 128 Coupé rossa era il complice di Pacciani. A Renzo Rontini nel frattempo, dopo una visita di controllo all'ospedale, vengono diagnosticati alcuni problemi cardiaci e il medico gli consiglia di evitare qualsiasi emotività che potrebbe aggravare lo stato compromesso del suo cuore; dopodiché, Renzo si reca in officina sperando di recuperare qualche attrezzatura prima che gli possa venire confiscata dal tribunale del lavoro.
In officina, Renzo riceve la visita dell'avvocato Pellegrini che lo rimprovera di non averlo avvisato sulla faccenda retributiva di Massimo e promette (anche se ormai è tardi) di cercare di risolvere questo problema. Intanto, il commissario Giuttari, dopo aver ricevuto da Renzo alcune documentazioni sulla faccenda del mostro di Firenze, convoca nel suo ufficio Lorenzo Nesi per un interrogatorio. Nesi racconta alcuni particolari riguardanti Mario Vanni e i rapporti che aveva con una prostituta, una certa Gabriella Ghiribelli, che frequentava insieme a lui e un'altra persona, un certo Giancarlo Lotti. Nesi ammette di non sapere se Pietro Pacciani fosse anche lui un cliente della Ghiribelli; però sa per certo che Vanni e Pacciani trascorrevano molto tempo insieme, nonostante Vanni avesse molta paura di Pacciani. Il 29 gennaio del 1996 inizia il processo d'appello, però Pacciani decide di rimanere in carcere. Durante il periodo di detenzione Pacciani aveva fatto conoscenza con suor Elisabetta, la guida spirituale che si occupò di lui e che gli avrebbe tenuto in custodia qualcosa. Il commissario Giuttari, nel frattempo, continua il suo giro di interrogatori e convoca Giancarlo Lotti che ammette di essere amico di Vanni, ma nega di conoscere Pacciani; il commissario, per confrontare le versioni, chiede a Lotti il nome della prostituta che frequentava insieme a Vanni ed è la stessa confermata da Nesi: Gabriella Ghiribelli. Convocata anche la Ghiribelli, il commissario Giuttari le chiede informazioni su Vanni, Pacciani e Lotti; a questo punto la donna descrive Vanni come un impotente, mentre di Pacciani dice solo che lo ha visto qualche volta a casa del mago Salvatore Indovino. A casa di questo mago, la Ghiribelli ammette di aver visto delle lenzuola macchiate di sangue durante il periodo in cui gli svolgeva delle pulizie.
Per quanto riguarda Lotti, la Ghiribelli lo descrive come un "gigante buono" e che qualche volta veniva a trovarla con un suo amico, Fernando Pucci; però quando la donna nomina Lotti e Pucci, dice di ricordare una stranezza avvenuta la notte dell'omicidio dell'8 settembre 1985 nei pressi di Scopeti, il luogo dell'assassinio. La Ghiribelli guidava la sua automobile e di fianco, nel sedile del passeggero, era seduto Salvatore Indovino che, nonostante fosse ammalato, la obbligava a seguire un suo itinerario; durante il tragitto la donna ammette di aver visto un'automobile parcheggiata nei pressi del luogo del delitto, era una Fiat 128 Coupé rossa e aggiunge che Giancarlo Lotti ne possedeva una identica. Il commissario Giuttari, a questo punto, convoca prima Fernando Pucci che gli rivela di essere un ex amico di Lotti e che la notte dell'8 settembre 1985 era sul luogo del delitto; sembra per una casualità, poiché Pucci insieme a Lotti ha visto due uomini commettere il massacro sui corpi dei due ragazzi francesi e aggiunge però di non conoscerli a differenza di Lotti, che invece li conosceva. Giancarlo Lotti viene nuovamente convocato dal commissario Giuttari in presenza di Canessa, Vigna e del suo ex amico Pucci.
Inizialmente l'uomo nega, poi confessa di averli riconosciuti: erano Pietro Pacciani e Mario Vanni. Il commissario Giuttari arresta Mario Vanni e lo trattiene in carcere, nel frattempo il 13 febbraio del 1996 Pacciani viene assolto dal processo d'appello e scarcerato; Vanni in carcere, quando viene interrogato da Canessa e dal commissario Giuttari, nega ogni coinvolgimento con i delitti del mostro di Firenze. Il commissario Giuttari convoca ancora una volta Lotti e lo mette alle corde quando gli confessa di aver visto Pacciani e Vanni anche la sera del delitto del 29 luglio 1984 nella località Boschetta di Vicchio uccidere Pia Rontini e Claudio Stefanacci; a questo punto, sotto minaccia di arresto, Lotti confessa di aver fatto da palo nei delitti a partire da quello del 19 giugno del 1982; inoltre era stato scelto da Pacciani e Vanni per selezionare le vittime femminili. Una volta arrestato Lotti, in carcere viene intercettata una lettera compromettente scritta da lui stesso, che mette in evidenza il fatto che c'era un certo dottore che pagava Pacciani e Vanni per commettere i delitti. Lotti fu violentato sessualmente e ricattato da Pacciani per partecipare ai delitti, mentre Pucci non ha nessun collegamento con loro, salvo il fatto che Lotti lo portò con sé la notte del delitto dell'8 settembre 1985.
Questi fatti spingono il commissario Giuttari a mettere sotto controllo la linea telefonica della casa di Pacciani che viene intercettato in un dialogo telefonico con suor Elisabetta, che ha intenzione di restituirgli ciò che ha in custodia. Il commissario Giuttari perquisisce la stanza del convento dove risiede la suora e trova una busta contenente un estratto conto postale di Pacciani dal quale risultano versamenti fino a 157 milioni di lire che con ogni probabilità non ha mai potuto risparmiare con l'usufrutto del suo lavoro. Quello che è ancora più sospetto sono le date dei versamenti del denaro di Pacciani che sono di pochi giorni successivi alle date di tutti i delitti a partire da quello del 14 settembre del 1974; inoltre i versamenti furono effettuati da diversi uffici postali. Successivamente, al processo di 1º grado, Vanni e Lotti vengono condannati, il primo all'ergastolo, mentre Lotti subisce una pena a 30 anni di carcere. Il commissario Giuttari, intanto, prepara insieme a Canessa il nuovo processo d'appello contro Pacciani, ma il 22 febbraio del 1998 una telefonata annuncia l'improvviso decesso di Pietro Pacciani. L'autopsia sul corpo dell'anziano agricoltore rivela che non è deceduto di morte naturale, ma che ha preso (o che gli è stato somministrato) un antiasmatico che lo ha ucciso; questo farmaco era letale per una persona cardiopatica come lui. Renzo e Winnie Rontini, dopo la morte di Pacciani, si rifiutano di rivalersi sull'eredità del contadino per non causare un ulteriore torto alle sue figlie, già succubi del padre, nonostante l'avvocato Pellegrini avverta Renzo del pericolo di confisca della sua abitazione. L'episodio si conclude nel dicembre del 1998, alla morte di Renzo Rontini per causa di un infarto.

### Episodio 6
L'episodio si apre con un flashback: il 13 ottobre del 1985 nel Lago Trasimeno due pescatori riemergono dall'acqua un cadavere che stava galleggiando. Nella scena successiva si riprende la vicenda dall'ottobre del 2001 a Perugia, in cui una donna il cui nome è Dora, viene minacciata di morte per telefono da uno sconosciuto. Lo sconosciuto dice chiaramente che Dora sarà la prossima vittima di una setta satanica che ha già ucciso il dottor Francesco Narducci e Pietro Pacciani per opera di un loro tradimento. Winnie Rontini, rimasta vedova si vede costretta ad abbandonare la sua casa quando sarà messa in vendita e acquistata ad un'asta giudiziaria. Dora, la signora minacciata dalle telefonate sconosciute, si rivolge al procuratore di Perugia Giuliano Mignini e gli riferisce tutti i dettagli delle minacce indicando chiaramente il luogo dove si riunirebbe il sacerdote e i fedeli della setta satanica; ed è la cripta del beato Alano all'Abbazia di Sassovivo, a 6 km di distanza da Foligno. Il commissario Giuttari nel frattempo si è organizzato una squadra di lavoro specifica per scoprire i mandanti dei delitti del mostro di Firenze e per scoprire l'eventuale assassino di Pacciani; a tal proposito il commissario Giuttari convoca nel suo nuovo ufficio il criminologo Francesco Bruno che è stato oltre il medico curante di Pacciani a partire dal 1993, anche colui che ha tracciato tra il 1984 e il 1985 il profilo psicologico dell'assassino.
Il procuratore Mignini contemporaneamente alle indagini del commissario Giuttari, si reca insieme al professor Giovanni Pierucci alla cripta del beato Alano all'abbazia di Sassovivo e rinviene degli ossi di animali e delle ossa umane; questo spinge Mignini ad aprire un'inchiesta sulla morte di Francesco Narducci. Il commissario Giuttari nel suo ufficio, formula e spiega a Canessa un'ipotesi sulla misteriosa pistola Beretta usata dal mostro; secondo la sua teoria Giovanni Mele, fratello di Stefano e Piero Mucciarini uccisero Antonio Lo Bianco e Barbara Locci e in seguito si sbarazzarono dell'arma dandola a Francesco Vinci. Salvatore Indovino e Francesco Vinci erano amici e lo stesso Indovino, fece da mediatore tra Vinci e Pacciani per quanto riguarda il passaggio della pistola. Secondo il commissario Giuttari, Pietro Pacciani si impossessò dell'arma sotto l'ordine del mandante o dei mandanti dei delitti per svolgere omicidi dietro pagamento, per scopi religiosamente rituali ed esoterici; nel frattempo il procuratore Mignini si documenta sulla morte di Narducci e scopre che, stranamente, sul corpo del medico perugino non fu eseguita nessuna autopsia. Un collaboratore del commissario Giuttari porta un proiettile con lettera H stampata sul fondello che fu rinvenuto a Monte Morello, nella stessa area boschiva si erano accampati i ragazzi francesi uccisi l'8 settembre 1985. Il proiettile fu ritrovato il 10 settembre 1985 all'interno di un cerchio di sassi scomposto che secondo un'esperta di esoterismo ha un significato preciso; nell'area del bosco dove era stato trovato il cerchio di sassi, vennero scattate fotografie in diversi momenti che ne identificavano l'individuazione, l'uccisione e la distruzione definitiva di una coppia innamorata.
Dopo gli ultimi rilievi, le indagini di Mignini e Giuttari si incrociano e si uniscono perché si comincia a sospettare che Francesco Narducci fosse uno dei mandanti dei delitti del mostro di Firenze, a causa del fatto che il suo gruppo sanguigno era lo stesso che si trovava sulle lettere inviate ai procuratori Canessa, Vigna e Della Monica il 9 ottobre 1985, esattamente un mese dopo l'ultimo delitto. Mignini interroga la vedova di Narducci e scopre che proprio il 9 ottobre 1985, il medico perugino ricevette una telefonata all'università e poche ore dopo si allontanò e scomparve con la sua imbarcazione sul lago Trasimeno. Il commissario Giuttari si reca all'ospizio dove hanno rinchiuso Mario Vanni e gli mostra una fotografia di Francesco Narducci; Vanni risponde che è il dottore di Perugia con la quale lui, Pacciani e Calamandrei facevano orge a casa di Gabriella Ghiribelli, sedute spiritiche e festini di dubbia moralità a casa del mago Salvatore Indovino. Mignini, intensifica gli accertamenti sul giorno del ritrovamento del cadavere nel lago e scopre che c'erano molte persone che desideravano chiudere l'inchiesta sulla morte di Narducci; infatti la patente di Narducci che il cadavere aveva in tasca era stranamente asciutta e poi anche gli abiti che indossava non sembravano gli stessi. Quando le pompe funebri se lo portarono via, furono obbligati da un funzionario a trasportarlo a casa anziché all'obitorio e una volta giunti all'abitazione fu interpellata, senza una ragione, un'altra agenzia di pompe funebri per il trasporto al cimitero. L'addetto alla seconda agenzia di pompe funebri confermò che il cadavere era troppo gonfio per vestirlo con i suoi abiti e gli fu accomodata una tuta che però gli risultò lunga, data la bassa statura dell'uomo.
Dopo le rivelazioni di Vanni, gli viene perquisita per la terza volta, la farmacia e la casa al dottor Francesco Calamandrei. A partire dal 2004 su un'inchiesta iniziata nel settembre 2007 Calamandrei, questa volta subisce anche un avviso di garanzia da parte di Canessa che lo identifica come il mandante insieme a Narducci dei delitti del mostro di Firenze e del presunto omicidio del medico perugino; il farmacista di San Casciano in Val di Pesa ha sempre negato ogni coinvolgimento con le vicende del mostro di Firenze. Il procuratore Mignini nota parecchie incongruenze nel cadavere ripescato nel lago Trasimeno il 13 ottobre 1985 e per cancellare ogni incertezza, nel 2002 fa riesumare la salma del dottor Francesco Narducci; la prima stranezza si ha sulla targa del coperchio della bara: la data del decesso è il 9 ottobre 1985 e non il 13 ottobre 1985, giorno del ritrovamento. L'autopsia, che viene eseguita dal dottor Giovanni Pierucci alla presenza del procuratore Mignini, evidenzia che il corpo nella bara è quello di Francesco Narducci ed è in perfetto stato di conservazione, malgrado si voglia far credere sia stato alcuni giorni in acqua; alla conclusione, il dottor Pierucci spiega che Narducci è morto per strangolamento e non per annegamento. Quindi appare abbastanza ovvio, che qualcuno sostituì prima della tumulazione, il cadavere di uno sconosciuto ritrovato nel lago Trasimeno con quello del vero Francesco Narducci; facendo anche incidere sulla targa della bara, la vera data del decesso del medico perugino, il 9 ottobre 1985. Giuttari, Mignini e Canessa formulano un'ipotesi: Narducci è uno dei mandati dei delitti del mostro di Firenze e il 9 ottobre 1985 manda le lettere minatorie ai procuratori Della Monica, Vigna e Canessa; i suoi complici spaventati dal suo gesto, lo convocano al lago Trasimeno e lo uccidono. Una prova del suo coinvolgimento nei delitti del mostro di Firenze è il DNA sulle lettere e Giuttari va a prenderle per il confronto; qualcuno però è arrivato prima di lui, facendole sparire per sempre. Winnie Rontini ormai è costretta ad andarsene da casa sua ma non vuole lasciare Vicchio, quindi rifiuta di partire con la sorella per Copenaghen, sua città natale. Il procuratore capo toglie al commissario Giuttari il caso del mostro di Firenze perché ritiene che questa storia debba concludersi, per il via del fatto che non ci sono prove, ma solo voci di corridoio e qualche misero indizio tra la morte di Narducci e i delitti del mostro di Firenze.
Successivamente, il commissario Giuttari rinviene tra le carte della S.A.M. alcune prove del delitto dell'8 settembre 1985 (tra cui un fazzoletto sporco di sangue) che nel processo di 1º grado a Pacciani non vennero presentate; infuriato, chiede spiegazioni a Canessa e risponde che il sangue sul fazzoletto non è dei due ragazzi francesi, non è di Narducci, non è di Calamandrei, non è di Pacciani, non è di Vanni e neppure di Lotti. Questo sta a significare che se questa prova saltava fuori al momento giusto, Pietro Pacciani sarebbe stato assolto nel processo di 1º grado; inoltre adesso si pensa che ci sia qualcun altro che sa la verità e che si è sempre divertito a tramare nell'ombra. Canessa discute animatamente con il commissario Giuttari sul fatto che nell'arco di 30 anni le prove sono apparse e scomparse; concludendo, Giuttari dice che la verità sulle vicende del mostro di Firenze non si scoprirà mai. Tornando in procura è costretto a dare la cattiva notizia della chiusura del caso anche a Mignini e come se non bastasse degli ignoti, gli hanno bucato tutte e quattro le ruote della sua automobile. Il 21 maggio 2008 Francesco Calamandrei è assolto definitivamente dall'accusa di essere uno dei mandanti dei delitti del mostro di Firenze, nonché da quello dell'omicidio di Francesco Narducci. Per quanto riguarda Francesco Narducci, il procuratore Mignini ha archiviato l'inchiesta sul suo presunto coinvolgimento, come uno dei mandanti dei delitti del mostro di Firenze; quindi a tutt'oggi i presunti mandanti del mostro di Firenze rimangono ancora ignoti. L'episodio si conclude con Winnie Rontini che rimasta sola, rimane a vivere a Vicchio nel ricordo di suo marito Renzo e di sua figlia Pia.

## Distribuzione
La miniserie è stata presentata l'8 luglio 2009 al Roma Fiction Fest insieme al numeroso cast, tra cui Nicole Grimaudo, nel ruolo del magistrato Silvia Della Monica.

## Differenze tra la serie e i reali fatti di cronaca
- Le indagini vengono sempre svolte nella fiction dalla Polizia di Stato, in realtà a tutti gli omicidi il primo intervento fu dei Carabinieri, in quanto le Stazioni Carabinieri erano dislocate in tutti i piccoli centri della provincia, invece la Polizia di Stato operava solo nella città di Firenze. Successivamente le indagini furono affidate dalla Procura al Commissario Perugini e da allora anche la Polizia di Stato partecipò attivamente.
- La migliore amica di Susanna Cambi confida alla Dott.ssa Della Monica, che poco prima di morire, le aveva parlato di un medico di Perugia ma non sa dire se si tratti di un amico, un conoscente, o altro. È ovviamente un velato riferimento al Prof. Francesco Narducci, morto nel 1985 in circostanze mai del tutto chiarite e sospettato a partire dai primi anni 2000, di essere uno dei mandanti dei delitti del mostro. Nella realtà la Cambi, negli ultimi mesi di vita, aveva subito molestie da parte di uno sconosciuto, ma non risulta che abbia mai incontrato un medico di Perugia.
- La dinamica dell'omicidio dell'8 settembre 1985 è inesatta: se nella miniserie vediamo l'assassino tagliare i due teloni della tenda da campeggio dei due francesi e poi sparare loro attraverso tale squarcio, nei fatti l'omicida (o gli omicidi) tagliò sì il telone, ma solo quello esterno; trovando, infatti, il telone interno a impedirgli l'aggressione, si mise davanti all'entrata e sparò da dietro.
- Il procuratore Silvia Della Monica apre la busta contenente il seno sinistro di Nadine Mauriot e scatta indietro, inorridita. La scena è ad effetto, ma la vera Della Monica non l'aprì di persona; la fece aprire, invece, da un suo collaboratore, per poi farsi dire cosa c'era dentro.
- In risposta alla macabra lettera di sfida inviata ai tre Procuratori nel 1985, il commissario Perugini lancia un appello televisivo al mostro, sperando che si costituisca. Nella realtà, tale annuncio ebbe luogo solo sette anni dopo, nel 1992.
- Nella fiction viene mostrato che nella cella di Stefano Mele viene trovato un biglietto contenente minacce. Nella realtà venne ritrovato solo un biglietto di suggerimenti da parte dei familiari su cosa dichiarare.
- Nella fiction, poco dopo l'ultimo duplice delitto, l'ex moglie di Calamandrei si reca da Renzo per dirgli che il suo ex marito è il Mostro di Firenze. Nella realtà la donna non si recherà mai a casa di Renzo e denuncerà per la prima volta ai carabinieri l'ex marito solo nel 1988.
- Nella fiction è Mauro Poggiali, il proprietario del bar in cui lavora Pia, a scoprire il corpo della ragazza e del fidanzato. In realtà i due corpi furono trovati da alcuni amici della coppia.

- Nella fiction il commissario Perugini è presente fin dal duplice omicidio di Vicchio del 1984 come capo della Squadra Antimostro. Nella realtà Perugini venne chiamato solo nel 1986 ad indagare sul Mostro di Firenze e a dirigere la  Squadra Antimostro; dal 1984 al 1986 fu il commissario Sandro Federico.

## Anacronismi ed errori
- L'attore che interpreta Natalino Mele da bambino dimostra un'età molto più grande rispetto a quella del vero Natalino.
- All'inizio del sesto episodio compare la scritta ottobre 2001, con l'inizio dell'inchiesta di Perugia. Tuttavia nella scena successiva viene celebrata la messa per il primo anniversario della morte di Renzo Rontini (che avrebbe dovuto situarsi nel dicembre 1998). Nell'ufficio di Canessa viene inoltre inquadrata la foto di Scalfaro, mentre il presidente della repubblica nel 2001 era Ciampi.
- Dopo l'omicidio del 29 luglio 1984, Renzo si reca al cantiere navale per riprendere il lavoro, ma in preda allo sconforto decide di mollare tutto e decide di avvertire sua moglie Winnie telefonando da un telefono pubblico: l'errore è proprio nell'apparecchio usato da Renzo. Il telefono usato nella realtà non può essere quello che si vede (anche se dalle immagini si nota la sola cornetta, si capisce che si tratta del modello Rotor); questo apparecchio pubblico entrò in funzione in tutte le postazioni telefoniche solo a partire dal 1987, infatti nel 1984 era ancora in vigore il modello U+I (dalla fine degli anni sessanta) e il modello G+M (dagli inizi degli anni ottanta); tra l'altro, l'omicidio dell'8 settembre 1985 doveva ancora avvenire, quindi a tal riguardo non c'è nessuna probabilità di errore circa il tempo trascorso.